# On est fait pour ça
Albums de Naps
À l'instinct
(2018) Carré VIP
(2020)
On est fait pour ça est le quatrième album de Naps sorti le 28 juin 2019.
Il s'agit d'un double album composé de 40 titres.

## Liste des titres
| 1.  | On est fait pour ça                       | 2:56 |
| 2.  | Évidemment (feat. Kalif Hardcore)         | 2:41 |
| 3.  | C'est la guerre (feat. Rohff)             | 3:28 |
| 4.  | Tokyo                                     | 2:29 |
| 5.  | Destination                               | 2:44 |
| 6.  | Vovo                                      | 3:14 |
| 7.  | Malade (feat. AM La Scampia)              | 3:36 |
| 8.  | Sur le banc (feat. Sofiane, Dika & Kalif) | 3:46 |
| 9.  | Jnouné                                    | 2:41 |
| 10. | Rappelle-toi (feat. Heuss l'Enfoiré)      | 3:11 |
| 11. | Selecta                                   | 2:43 |
| 12. | Fortuné (feat. Lacrim)                    | 3:52 |
| 13. | Cap Canaveral                             | 2:47 |
| 14. | On passe le temps (feat. Mister You)      | 3:11 |
| 15. | Pétou                                     | 3:11 |
| 16. | Tu m'connais d'où                         | 3:34 |
| 17. | L'été                                     | 2:34 |
| 18. | Carnalita                                 | 1:59 |
| 19. | La chica (feat. Dika)                     | 2:58 |
| 20. | Hashtag (feat. Raisse)                    | 4:10 |

| 21. | Vito                      | 3:54 |
| 22. | Medellin (feat. Soolking) | 3:34 |
| 23. | Ex (feat. Kalif)          | 3:53 |
| 24. | En détente                | 2:34 |
| 25. | Callage (feat. Graya)     | 3:14 |
| 26. | Ninetta                   | 2:55 |
| 27. | Contrôle                  | 2:14 |
| 28. | Ça fait du bien           | 3:28 |
| 29. | La vida                   | 2:50 |
| 30. | Balade                    | 3:08 |
| 31. | Quatro                    | 2:25 |
| 32. | Ah oué                    | 2:51 |
| 33. | Le pactole ou le maton    | 3:17 |
| 34. | Polo Kenzo                | 3:02 |
| 35. | Mi Amor                   | 2:43 |
| 36. | Du Sud au Nord            | 2:44 |
| 37. | Tu me manques             | 2:28 |
| 38. | Où ça ? (feat. Nej')      | 3:34 |
| 39. | À la tienne (feat. Dika)  | 2:38 |
| 40. | Charbon                   | 3:06 |

## Clips vidéos
- On est fait pour ça : 7 juin 2019
- Rappelle-toi (feat. Heuss l'Enfoiré) : 19 juin 2019
- Vito : 28 juin 2019
- Vovo : 31 juillet 2019

## Classements et certifications

### Classements hebdomadaires
| Classements (2019)           | Meilleure position |
| ---------------------------- | ------------------ |
| France (SNEP)                | 2                  |
| Belgique (Wallonie Ultratop) | 20                 |
| Suisse (Schweizer Hitparade) | 27                 |
| Suisse (Charts Romandie)     | 17                 |

### Certifications
| Région                                                                                                 | Certification | Ventes/Streams |
| --- | ------------- | -------------- |
| France (SNEP)                                                                                          | 2 × Platine   | 200 000*       |
| *Ventes selon la certification ^Mise en rayon selon la certification xNon précisé par la certification |               |                |

### Titres certifiés en France
- Rappelle-toi (feat. Heuss l'Enfoiré)  Platine[7] (7 mars 2024)
- Cap Canaveral  Or (31 juillet 2025)
- En détente  Diamant[8] (11 mai 2023)